# Manonychus densicollis
Manonychus densicollis är en skalbaggsart som beskrevs av Frey 1974. Manonychus densicollis ingår i släktet Manonychus och familjen Melolonthidae. Inga underarter finns listade i Catalogue of Life.